# タブレ島
タブレ島（タブレとう、ノルウェー語: Tavleøya) は、ノルウェー・スヴァールバル諸島の一部である七島群島にある無人島である。